# Sinterització amb plasma d'espurna

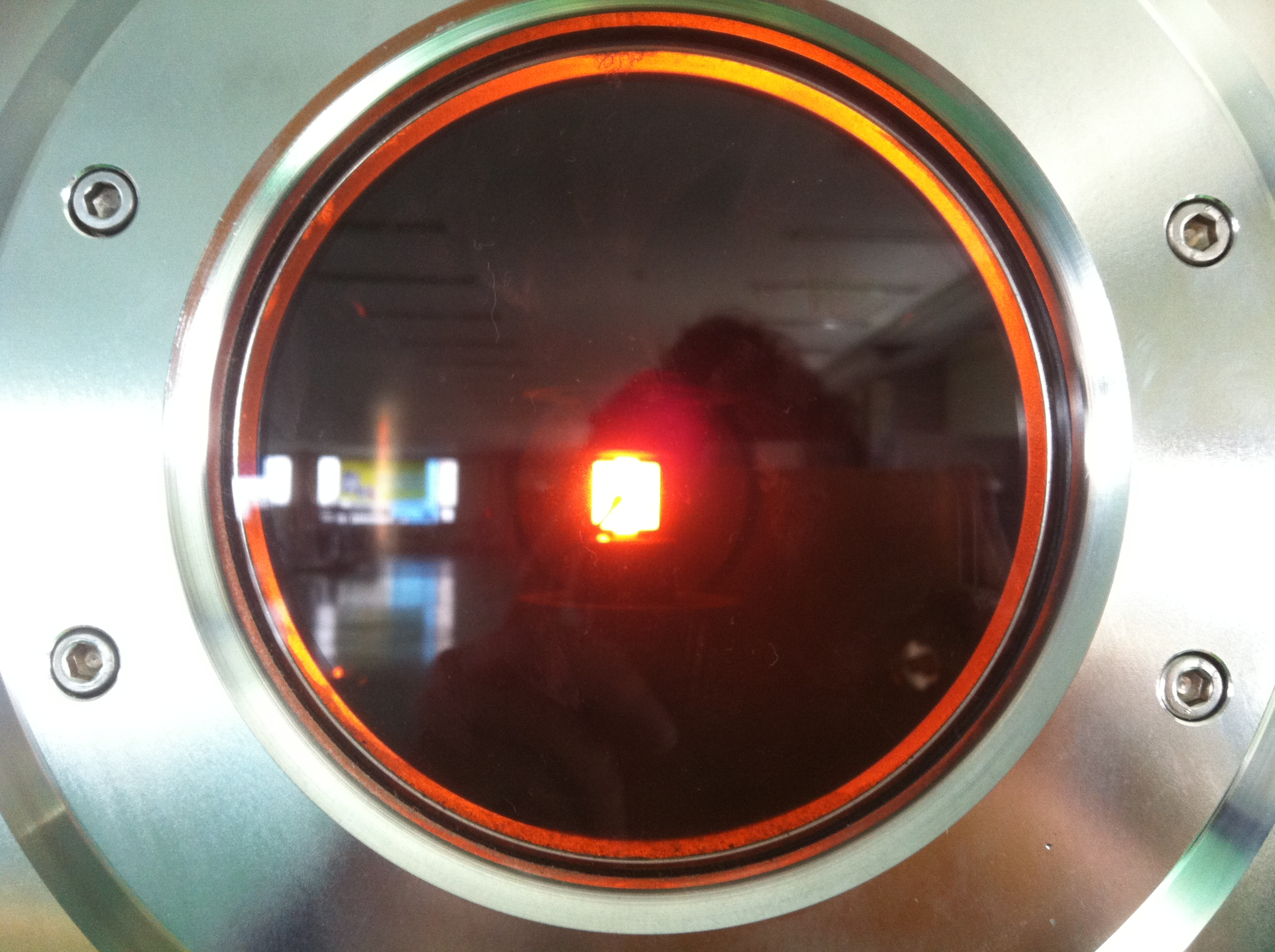
Una mena de sinterització que implica tant temperatura com pressió.

La sinterització amb plasma d'espurna (SPS), també coneguda com a tècnica de sinterització assistida de camp (FAST) o sinterització de corrent elèctric polsat (PECS), o compactació per pressió de plasma (P2C) és una tècnica de sinterització.

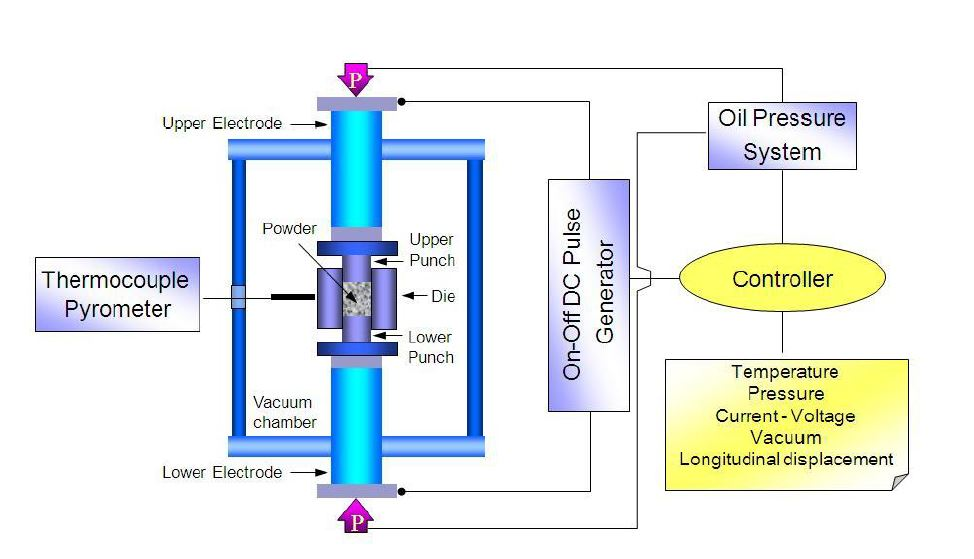
Disseny simbòlic i esquema del dispositiu.

La característica principal de l'SPS és que el corrent DC o AC polsat o sense pols passa directament a través de la matriu de grafit, així com la pols compacta, en cas de mostres conductores. S'ha trobat que l'escalfament Joule té un paper dominant en la densificació de pols compactes, la qual cosa resulta en aconseguir una densitat gairebé teòrica a una temperatura de sinterització més baixa en comparació amb les tècniques de sinterització convencionals. La generació de calor és interna, a diferència del premsat en calent convencional, on la calor és proporcionada per elements calefactors externs. Això facilita una velocitat d'escalfament o refredament molt elevada (fins a 1000 K/min), per tant el procés de sinterització generalment és molt ràpid (en pocs minuts). La velocitat general del procés assegura que té el potencial de densificar pols amb nanoestructura o nanoestructura, evitant alhora l'engreixament que acompanya les vies de densificació estàndard. Això ha fet que l'SPS sigui un bon mètode per a la preparació d'una varietat de materials amb propietats magnètiques, magnetoelèctriques, piezoelèctriques, termoelèctriques, òptiques o biomèdiques millorades. SPS també s'utilitza per a la sinterització de nanotubs de carboni per al desenvolupament d'elèctrodes d'emissió d'electrons de camp. El funcionament dels sistemes SPS s'explica esquemàticament en un enllaç de vídeo. Tot i que el terme "sinterització de plasma d'espurna" s'utilitza habitualment, el terme és enganyós ja que no hi ha ni una espurna ni un plasma en el procés. S'ha comprovat experimentalment que la densificació es facilita mitjançant l'ús d'un corrent. SPS es pot utilitzar com a eina per a la creació de materials magnètics suaus classificats funcionalment i és útil per accelerar el desenvolupament de materials magnètics. S'ha trobat que aquest procés millora la resistència a l'oxidació i la resistència al desgast dels compostos de carbur de tungstè sinteritzat en comparació amb els mètodes de consolidació convencionals.